# Jan Wang Kuixin
Jan Wang Kuixin (chiń. 王奎新若望) (ur. 1875 r. w Nangong, Hebei w Chinach, zm. 14 lipca 1900 r. tamże) – święty Kościoła katolickiego, męczennik.
Jan Wang Kuixin 13 lipca 1900 r., podczas prześladowań chrześcijan w czasie powstania bokserów, wracając do domu ze swoim kuzynem Józefem Wang Kuiju schronił się w gospodzie przed deszczem. Podczas rozmowy zorientowano się, że są katolikami. Józef Wang został zabity od razu. Jan Wang próbował uciec. Został jednak schwytany i odesłany do prefektury krajowej. Prefekt był człowiekiem dobrodusznym i próbował namówić Jana Wang, żeby się ratował i wyrzekł się wiary. Jednak on odmówił. W konsekwencji prefekt (chociaż niechętnie) wydał go w ręce powstańców na stracenie. 
Dzień jego wspomnienia to 9 lipca (w grupie 120 męczenników chińskich).
Został beatyfikowany 17 kwietnia 1955 r. przez Piusa XII w grupie Leon Mangin i 55 Towarzyszy. Kanonizowany w grupie 120 męczenników chińskich 1 października 2000 r. przez Jana Pawła II.